# Love Somebody (песня Моргана Уоллена)
«Love Somebody» — песня американского кантри-певца Моргана Уоллена. Она была выпущена 18 октября 2024 года лейблами Big Loud, Republic Records и Mercury Records в качестве второго сингла из четвёртого студийного альбома Уоллена I’m the Problem (2025) и следует за лид-синглом «Lies Lies Lies». Песню написали Морган Уоллен, Джон Байрон, Джейкоб Кашер Хиндлин, Райан Войтесак, Эшли Горли, Элоф Лоэльв, Мартина Сорбара, Николас Гейл, Шон Франк, Стив Фрэнсис Ричард Мастроянни, Яков Грузман.
Песня дебютировала на первом месте Billboard Hot 100 и Hot Country Songs.

## История
Первый тизер песни Уоллен опубликовал 16 мая 2024 года, изобразив себя на лодке в Нашвилле (штат Теннесси), с подписью «Я чувствую, что эта песня будет хорошо звучать на лодке». Во время гастролей в Швеции в конце августа 2024 года Уоллен впервые исполнил песню полностью во время остановки в Стокгольме в рамках своего тура One Night at a Time Tour. Ещё одно живое выступление включает сет с Hardy и Ernest на гала-концерте T.J. Martell Foundation 17 сентября.
16 сентября он поделился ещё одним фрагментом «среднетемповой» песни на тему «поиска любви», которая была описана как обнадёживающая с «унцией боли», вызывающая чувства «предательства и разбитого сердца». Уоллен также объявил, что песня выйдет «скоро». Во время своего домашнего шоу на стадионе Neyland в Ноксвилле (штат Теннесси), 20 сентября Уоллен объявил, что песня выйдет 18 октября. Обложка была показана 7 октября и изображает размытый снимок пляжа на закате.

## Композиция
«Love Somebody» исследует тоску по подлинной связи и трудности поиска значимой любви на фоне поверхностных отношений. Это кантри-песня с элементами софт-рока, навеянными латиноамериканскими влияниями. Песня интерполирует сингл 2018 года «Tokyo Nights» группы Digital Farm Animals, Шона Фрэнка и Dragonette. Все его авторы песни указаны как соавторы «Love Somebody».
По словам Моргана «„Love Somebody“ — это немного новый подход в лирическом и звуковом плане. Я хотел попробовать что-то другое в том, о чем я хотел рассказать… как я хотел, чтобы это звучало, и мы вдохновлялись латиноамериканскими влияниями».

## Коммерческий успех
2 ноября 2024 года песня дебютировала на первом месте Billboard Hot 100, став его третьим чарттоппером после «I Had Some Help» (2024) и «Last Night» (16 недель на № 1 в 2023 году). Трек также возглавил чарты Streaming Songs (третий чарттоппер), Digital Song Sales (7-й номер один), Hot Country Songs (9-й чарттоппер и 6-й сразу дебютировавший на вершине, увеличение рекорда). Кроме того, Уоллен стал рекордсменом по числу первых мест одновременно в двух чартах — в общем рейтинге Hot 100 и Hot Country Songs. Он опередил Глена Кэмпбелла, Джона Денвера, Долли Партон, Кенни Роджерса и Тейлор Свифт, у которых по две таких успешных песни. В чарте потоковых песен в стиле кантри Country Streaming Songs песня «Love Somebody» стала 12-м лидером Моргана, что вдвое больше, чем у Свифт и Florida Georgia Line, у которых по шесть чарттопперов. В радиоэфирном чарте Country Airplay сингл стал 16-м чарттопером Уоллена (первый был в 2018 году — «Up Down» при участии Florida Georgia Line).

## Чарты
| Чарт (2024—2025)                       | Высшая позиция |
| -------------------------------------- | -------------- |
| Австралия (ARIA)                       | 26             |
| Австралия Country Hot 50 (The Music)   | 1              |
| Канада (Billboard Canadian Hot 100)    | 4              |
| Канада (All-Format Airplay, Billboard) | 1              |
| Канада AC (Billboard)                  | 24             |
| Канада Top 40 (Mediabase)              | 24             |
| Канада Hot AC (Billboard)              | 32             |
| Канада Country (Billboard)             | 1              |
| Мир (Billboard Global 200)             | 8              |
| Ирландия (IRMA)                        | 15             |
| Нидерланды (Dutch Top 40)              | 6              |
| Нидерланды (Single Top 100)            | 49             |
| Новая Зеландия (Recorded Music NZ)     | 22             |
| Норвегия (VG-lista)                    | 3              |
| Швеция (Sverigetopplistan)             | 18             |
| Великобритания (OCC UK Singles)        | 40             |
| США (Billboard Hot 100)                | 1              |
| США (Billboard Adult Contemporary)     | 19             |
| США (Billboard Adult Pop Airplay)      | 13             |
| США (Billboard Country Airplay)        | 1              |
| США (Billboard Hot Country Songs)      | 1              |
| США (Billboard Pop Airplay)            | 18             |

| Чарт (2024)               | Позиция |
| ------------------------- | ------- |
| Нидерланды (Dutch Top 40) | 96      |

## Сертификации
| Регион                                                                      | Сертификация | Продажи |
| --------------------------------------------------------------------------- | ------------ | ------- |
| Великобритания (BPI)                                                        | Серебряный   | 200 000 |
| Данные о продажах + прослушиваниях приведены только на основе сертификации. |              |         |